# Maria Sandström
Maria Sandström, född 17 mars 1973, är en svensk orienterare som tog EM-silver i stafett 2000.
Hon började sin elitkarriär som junior med två SM-guld och ett silver. 1992 sprang hon junior-VM, där hon vann en guldmedalj i stafetten.